# قرن 7 هـ
القرن السابع الهجري في التقويم الإسلامي أو التقويم الهجري هو القرن الذي يطابق ما بين السنوات من 1203 إلى 1299 للميلاد.

## أحداث
- تأسيس الدولة العثمانية في 699 هـ.

## مواليد
- ولادة ابن خلكان عام 608 هـ
- ولادة الإمام النووي عام 631 هـ
- ولادة الإمام ابن تيمية عام 661 هـ
- ولادة الإمام الذهبي عام 673 هـ
- ولادة الإمام ابن قيم الجوزية عام 691 هـ
- ولادة ابن كثير عام 700 هـ

## وفيات
- وفاة فخر الدين الرازي عام 605 هـ
- وفاة ابن قدامة الحنبلي عام 620 هـ
- وفاة ابن نقطة الحنبلي عام 629 هـ
- وفاة ابن الأثير الكاتب عام 637 هـ
- وفاة الإمام القرطبي عام 671 هـ
- وفاة العز بن عبد السلام عام 660 هـ
- وفاة محمد بن سعيد بن حماد الصنهاجي البوصيري عام 696 هـ